# مارسلینو مورنو
مارسلینو مورنو (انگلیسی: Marcelino Moreno؛ زادهٔ ۲۵ ژوئن ۱۹۹۵) بازیکن فوتبال اهل آرژانتین است.
از باشگاه‌هایی که در آن بازی کرده‌است می‌توان به باشگاه فوتبال لانوس اشاره کرد.